# Karumai
Karumai (軽米町 Karumai-machi?) es un municipio situado en la prefectura de Iwate, en Japón. Tiene una población estimada, a fines de julio de 2025, de 7745 habitantes.
Su superficie total es de 245.82 km².

## Geografía

### Municipios circundantes
- Prefectura de Aomori
  - Hachinohe
  - Nanbu
  - Hashikami
- Prefectura de Iwate
  - Ninohe
  - Kuji
  - Hirono
  - Kunohe

## Demografía
Según datos del censo japonés, la población de Karumai ha disminuido en los últimos años.
| Año del censo | Población |
| ------------- | --------- |
| 1995          | 12 290    |
| 2000          | 11 863    |
| 2005          | 10 997    |
| 2010          | 10 209    |
| 2015          | 9333      |
| 2020          | 8895      |
| 2025          | 7745      |